# Йонсен, Лассе
Ла́ссе Берг Йо́нсен (норв. Lasse Berg Johnsen; род. 18 августа 1999, Ставангер, Ругаланн) — норвежский футболист, полузащитник шведского «Мальмё» и сборной Норвегии.

## Клубная карьера
Начал заниматься футболом во «Форус и Гёусель», откуда затем перебрался в юношескую команду «Викинга». В сезоне 2018 года дебютировал за вторую команду клуба в третьем норвежском дивизионе, приняв участие в 25 матчах, в которых забил шесть мячей. В ноябре того же года подписал с основной командой «Викинга» первый контракт. 13 апреля 2019 года в игре с «Бранном» дебютировал в чемпионате Норвегии, появившись на поле в конце встречи. В конце мая на правах аренды до конца сезона перешёл в «Тромсдален», выступавший в первом дивизионе. По окончании контракта в конце года покинул «Викинг».
В январе 2020 года перешёл в «Рёуфосс», с которым подписал контракт на два года. После года, проведённого в команде, перебрался в «Раннерс», выступающий в датской Суперлиге. Дебютировал за клуб 2 февраля в игре «Хорсенсом», заменив на 89-й минуте Вито Хаммерсхёй-Мистрати. Весной вместе с командой дошёл до финала кубка Дании. В решающей игре против «Сённерйюске» Йонсен провёл на поле 88 минут, а «Раннерс» разгромил оппонентов со счётом 4:0 и завоевал трофей. 19 августа того же года в матче раунда плей-офф Лиги Европы с турецким «Галатасараем» дебютировал в еврокубках.
13 июля 2023 года перешёл в шведский «Мальмё», с которым подписал контракт, рассчитанный на четыре с половиной года.

## Достижения
Раннерс
- Обладатель кубка Дании: 2020/21

## Клубная статистика
| Выступление      | Выступление      | Выступление      | Лига | Лига | Кубки | Кубки | Конт. кубки | Конт. кубки | Разное | Разное | Итого | Итого |
| Клуб             | Лига             | Сезон            | Игры | Голы | Игры  | Голы  | Игры        | Голы        | Игры   | Голы   | Игры  | Голы  |
| ---------------- | ---------------- | ---------------- | ---- | ---- | ----- | ----- | ----------- | ----------- | ------ | ------ | ----- | ----- |
| Викинг           | Элитсерия        | 2019             | 2    | 0    | 0     | 0     | 0           | 0           | 0      | 0      | 2     | 0     |
| Викинг           | Итого            | Итого            | 2    | 0    | 0     | 0     | 0           | 0           | 0      | 0      | 2     | 0     |
| → Тромсдален     | ОБОС-лига        | 2019             | 22   | 1    | 1     | 0     | 0           | 0           | 0      | 0      | 23    | 1     |
| → Тромсдален     | Итого            | Итого            | 22   | 1    | 1     | 0     | 0           | 0           | 0      | 0      | 23    | 1     |
| Рёуфосс          | ОБОС-лига        | 2020             | 30   | 0    | 0     | 0     | 0           | 0           | 0      | 0      | 30    | 0     |
| Рёуфосс          | Итого            | Итого            | 30   | 0    | 0     | 0     | 0           | 0           | 0      | 0      | 30    | 0     |
| Раннерс          | Суперлига        | 2020/21          | 16   | 1    | 4     | 0     | 0           | 0           | 1      | 0      | 21    | 1     |
| Раннерс          | Суперлига        | 2021/22          | 31   | 2    | 3     | 0     | 10          | 0           | 0      | 0      | 44    | 2     |
| Раннерс          | Суперлига        | 2022/23          | 32   | 1    | 2     | 0     | 0           | 0           | 0      | 0      | 34    | 1     |
| Раннерс          | Итого            | Итого            | 79   | 4    | 9     | 0     | 0           | 0           | 1      | 0      | 89    | 4     |
| Мальмё           | Алльсвенскан     | 2023             | 0    | 0    | 0     | 0     | 0           | 0           | 0      | 0      | 0     | 0     |
| Мальмё           | Итого            | Итого            | 0    | 0    | 0     | 0     | 0           | 0           | 0      | 0      | 0     | 0     |
| Всего за карьеру | Всего за карьеру | Всего за карьеру | 133  | 5    | 10    | 0     | 10          | 0           | 0      | 0      | 153   | 5     |